# Папский комитет по историческим наукам
Папский комитет по историческим наукам (итал. Pontificio Comitato di Scienze Storiche) — дикастерия Римской курии. Папский комитет исторических наук был учрежден папой римским Пием XII 7 апреля 1954, для изучения церковной истории Святого Престола.
Сейчас в его состав входят 30 членов. Председателем является польский священник — Марек Анджей Инглот. Секретарь Комитета — Луиджи Микеле Де Пальма.

## Председатели Папского комитета по историческим наукам
- Пио Паскини — (1954—1962);
- Микеле Маккарроне — (1963—1989);
- Виктор Саксер — (1989—1998);
- Вальтер Брандмюллер — (1998—2009);
- Бернар Ардура — (2009—2023);
- Марек Анджей Инглот, S.I. — (2023 — по настоящее время).